# Zoobilee Zoo
Zoobilee Zoo   è una serie televisiva statunitense in 65 episodi trasmessi per la prima volta nel 1986.
È una serie educativa per bambini con gli attori travestiti da animali. I 65 episodi totali della serie originariamente cominciarono ad andare in onda negli Stati Uniti nella stagione 1986-1987, poi fino al 2001 in syndication su varie televisioni.
In genere, la trama di ogni episodio è portata avanti dai personaggi principali, chiamati Zooble, che incontrano difficoltà tipiche dei bambini piccoli (anche se alcuni adulti possono relazionarsi con loro) e che poi apprendono una morale sulla gestione di tali problemi, imparando ad accettare le cose o ad apprezzare gli altri.

## Personaggi e interpreti
- Bill Der Beaver, interpretato da Sandey Grinn
- Van Go Lion, interpretato da Forrest Gardner
- Talkatoo Cockatoo, interpretato da Karen Hartman
- Lookout Bear, interpretato da Michael B. Moynahan
- Bravo Fox, interpretato da Gary Schwartz
- Whazzat Kangaroo, interpretato da Louise Vallance
- Mayor Ben, interpretato da Ben Vereen

## Produzione
La serie fu prodotta da BRB Entertainment, DiC Enterprises e Hallmark.  Le musiche furono composte da Shuki Levy e Haim Saban.

### Registi
Tra i registi sono accreditati:
- Dennis Rosenblatt
- Terry Kyne
- David Grossman
- Mary Jo Blue
- Steve Binder

### Sceneggiatori
Tra gli sceneggiatori sono accreditati:
- Ken Steele in 8 episodi (1986)
- Jamie Karson in 5 episodi (1986)
- Michael Parisse in 5 episodi (1986)
- Ron Wilson in 5 episodi (1986)
- Jina Bacarr in 4 episodi (1986)
- Betty G. Birney in 4 episodi (1986)
- Jim Marshall in 4 episodi (1986)
- David Richardson in 3 episodi (1986)
- Andrew Borakove in 3 episodi)
- Bill Rosenthal in 3 episodi)
- Fran Levy in 2 episodi (1986)
- Judy Kemp

## Distribuzione
La serie fu trasmessa negli Stati Uniti dal 22 settembre 1986 al 2001 in syndication. In Italia è stata trasmessa dal 7 novembre 2005 su RaiDue con il titolo Zoobilee Zoo.